# Bertha Zúniga
Bertha Zuniga Cáceres (24 de septiembre de 1990) es una activista social hondureña, que desde mayo de 2017 se desempeña como coordinadora general del Consejo Cívico de Organizaciones Populares e Indígenas de Honduras (COPINH). Es hija de la líder social Berta Cáceres, asesinada en 2016.

## Primeros años
Bertha Zuniga es hija de Berta Cáceres y de Salvador Zuniga, militantes sociales que estuvieron entre los principales miembros fundadores del COPINH en 1993. Tiene tres hermanos: Olivia, Laura y Salvador. El COPINH, dedicado a la defensa de los derechos de los indígenas lencas y a la defensa del medioambiente, sufrió desde su creación una fuerte persecución, que llevó a que la infancia de Zuniga transcurriera entre las amenazas de muerte a la familia, la constante situación de peligro y episodios como las agresiones físicas a su madre o el encarcelamiento de su padre.
Bertha Zuniga, al igual que sus hermanos, se formó en escuelas de educación popular, donde recibió una formación anticapitalista y antipatriarcal, incorporándose a la actividad política desde muy joven. Participó habitualmente, junto a su madre y sus hermanos, en las actividades del COPINH, así como en la radio de esa organización y en el trabajo conjunto con comunidades indígenas.

## Asesinato de su madre
A partir del golpe de Estado en Honduras de 2009, la represión al COPINH y a otras organizaciones sociales recrudeció. Berta Cáceres, una de las principales líderes indígenas, fue objeto de persecución y amenazas, en particular por su lucha contra las consecuencias ambientales y sociales del proyecto hidroeléctrico Agua Zarca. El 2 de marzo de 2016 Berta Cáceres fue asesinada.
Bertha Zuniga fue una de las principales impulsoras de la investigación del asesinato de su madre, reclamando tanto a nivel nacional como internacional una investigación a fondo del crimen. También comenzó una campaña en apoyo a un proyecto de ley en Estados Unidos para que ese país suspenda el apoyo militar a Honduras hasta que este último Estado demuestre que ha tomado acciones contra los asesinatos de activistas de derechos humanos.
De la investigación por el asesinato de Berta Cáceres surgieron como sospechosos ejecutivos y personas vinculadas a la empresa DESA, encargada del proyecto hidroeléctrico Agua Zarca, así como asesinos a sueldo y miembros del ejército.

## Coordinadora general del COPINH
En mayo de 2017, Bertha Zuniga fue elegida coordinadora general del COPINH, el mismo cargo que ocupó su madre antes de ser asesinada. Desde este cargo, continuó la lucha social y medioambiental, en especial contra la instalación de megaproyectos que amenazan los derechos económicos, sociales, culturales y ambientales del pueblo lenca. Pocas semanas después de haber asumido el liderazgo del COPINH, sobrevivió a un atentado perpetrado contra ella y otros miembros de esa organización por atacantes armados que buscaron forzar el vehículo de los activistas fuera de la carretera.